# Teemu Pukki
Teemu Pukki (n. 29 martie 1990, Kotka, Kymen lääni⁠(d), Finlanda) este un fotbalist finlandez, care joacă pe post de atacant la HJK Helsinki în Veikkausliiga. Pe plan internațional, are prezențe la națională pentru Finlanda și Finlanda U21⁠(d).
El și-a început cariera la KTP și s-a transferat la Sevilla în 2008, unde a jucat doar un meci în La Liga pentru prima echipă înainte de a se întoarce în Finlanda la HJK. A jucat apoi în diviziile de top la Schalke 04, Celtic și Brøndby. În 2018 el a semnat cu Norwich City ca jucător liber de contract și a fost numit jucătorul sezonului  2018-2019 de EFL. Pukki și-a făcut debutul la naționala Finlandei în 2009 pentru care a strâns 72 de meciuri, marcând 15 goluri.